# Vyšné Nemecké

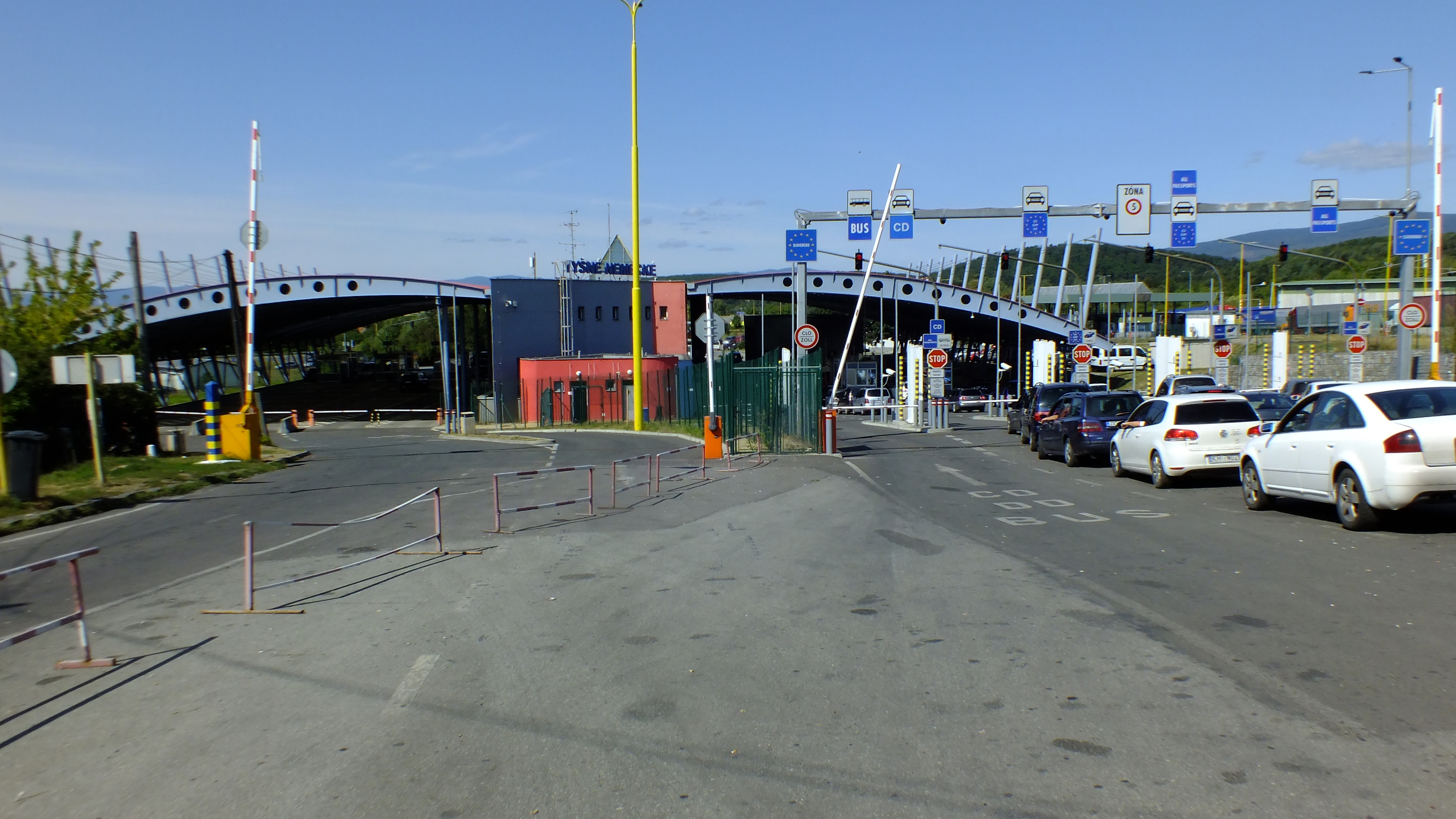
Vyšné Nemecké

Vyšné Nemecké (Hongaars: Felsőnémeti) is een Slowaakse gemeente in de regio Košice, en maakt deel uit van het district Sobrance.
Vyšné Nemecké telt 252 inwoners.